# ماراتون، انتاریو
ماراتون، انتاریو (به انگلیسی: Marathon, Ontario) یک منطقهٔ مسکونی در کانادا است که در بخش ثاندر بی واقع شده‌است. ماراتون ۳٬۲۷۳ نفر جمعیت دارد و ۲۲۰ متر بالاتر از سطح دریا واقع شده‌است.